# 패러데이의 전기분해 법칙

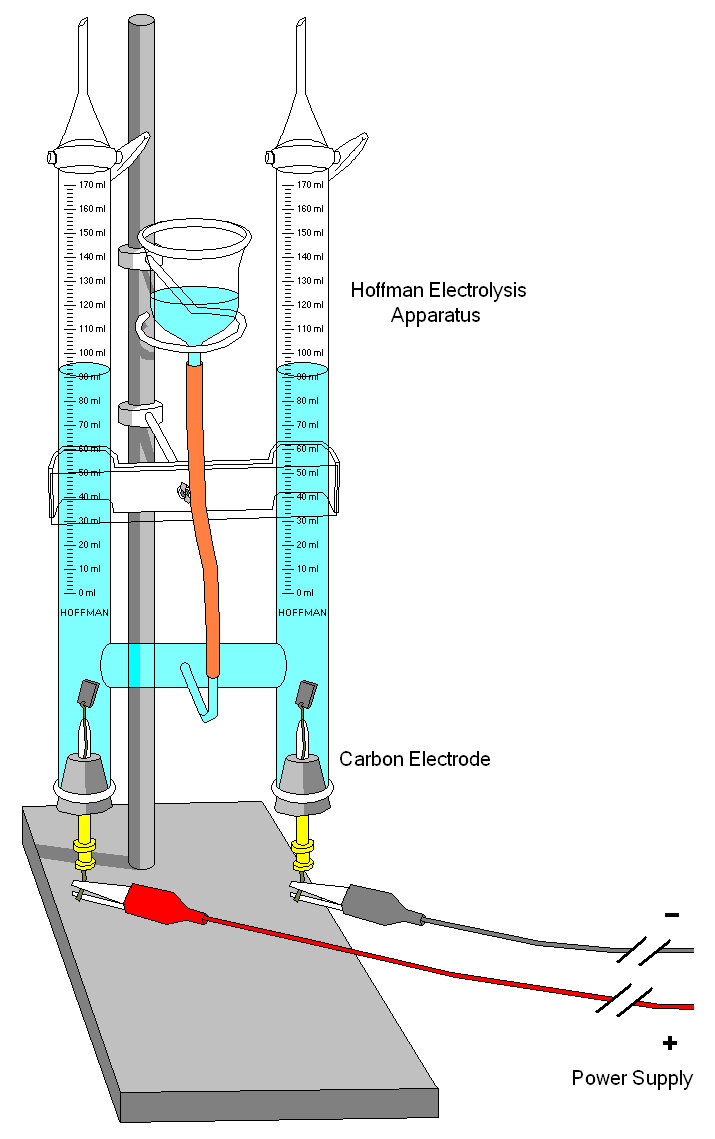
전기 분해 장치의 그림

패러데이의 전기분해 법칙은 일반적으로 패러데이 법칙(Faraday's law)으로 알려져 있다.

## 패러데이 법칙의 발견
패러데이가 이 법칙을 얻어내기 이전에 1807년 험프리 데이비(Humphrey Davy)는 화학전지를 이용해서 수산화나트륨과 수산화칼륨의 전기분해를 통해 나트륨과 칼륨을 얻어내었다. 이 실험은 패러데이의 법칙의 발견에 매우 큰 영향을 미쳤다.

## 데이비의 실험과 패러데이 법칙 간의 상호관계
데이비가 전지를 사용하여 전기분해를 하였다는 사실을 주목하여 데이비의 실험을 다시 한번 살펴보자. 전지의 전압 및 전류는 전압계와 전류계로 측정이 가능하다. 물론 패러데이의 시절에 전압계와 전류계가 없었다고 가정해도, 전지를 사용하는 시간과 석출되는 나트륨, 칼륨의 양을 측정하는 것은 원시적인 방법으로도 가능하다. 따라서 패러데이는 전지를 통해 흐르는 전하량과 전기분해 생성물의 양 간의 관계를 정량적으로 파악하였는데, 여기서 패러데이의 법칙이 나왔으며 이런 점에서 데이비의 실험과 패러데이의 법칙의 발견에는 상호성이 있다는 것을 알 수 있다.

## 패러데이 법칙
이제 패러데이가 전기분해 시 생성물과 이동하는 전하량간의 관계를 어떻게 법칙화하였는지 알아보자. 패러데이는,
1. 전기분해반응시 생성되거나 소모되는 물질의 양은 이동하는 전하량에 비례한다. 이는 전지와 전극의 종류에 무관하다.
2. 생성되거나 소모되는 양은 흐르는 전하량에 대해 당량(equivalent mass)[1] 만큼이다. 즉, 일정한 전하량이 흐를 때, 그에 해당하는 당량만큼이 생성되거나 소모된다.

## 패러데이 법칙의 수식화와 정량적 분석
이 법칙을 수식화하여 좀 더 정량적인 분석을 할 수 있다. 먼저 사용되는 상수들을 정리해보자.
- {\displaystyle \ e=1.60217646\times 10^{-19}[C/1e^{-}]}
- {\displaystyle \ F=N_{0}*e=(6.0221420\times 10^{23})(1.60217646\times 10^{-19})=96,485.31[C/mol]}

{\displaystyle \ N_{0}}는 아보가드로 상수, {\displaystyle \ e^{-}}는 전자를 뜻하고, F는 패러데이 상수이다.
{\displaystyle \ I={Q}/{t}} (단, {\displaystyle \ I}는 전류, {\displaystyle \ Q}는 총 전하량, {\displaystyle \ t}는 전류가 흐르는 시간)이므로 이를 이용해(정확히 말해 {\displaystyle {\frac {It}{F}}}를 이용하여)
전자의 몰 수를 구한 후, 이동하는 전자의 몰 수에 따라 생성되거나 소모되는 물질의 몰 수를 구하여 당량을 구해낼 수 있다.

## 참조
- Principles of Modern Chemistry(David W. Oxtoby, H. P. Gillis, Nachtrieb / Thomson Learning Co.)

## 같이 보기
- 전기 분해
- 마이클 패러데이
- 패러데이 상수
- 패러데이 전자기 유도 법칙